# 訃報 1976年10月
訃報 1976年10月（ふほう 1976ねん10がつ）では、1976年（昭和51年）10月中に物故した、又は物故が報じられた人物についてまとめる。

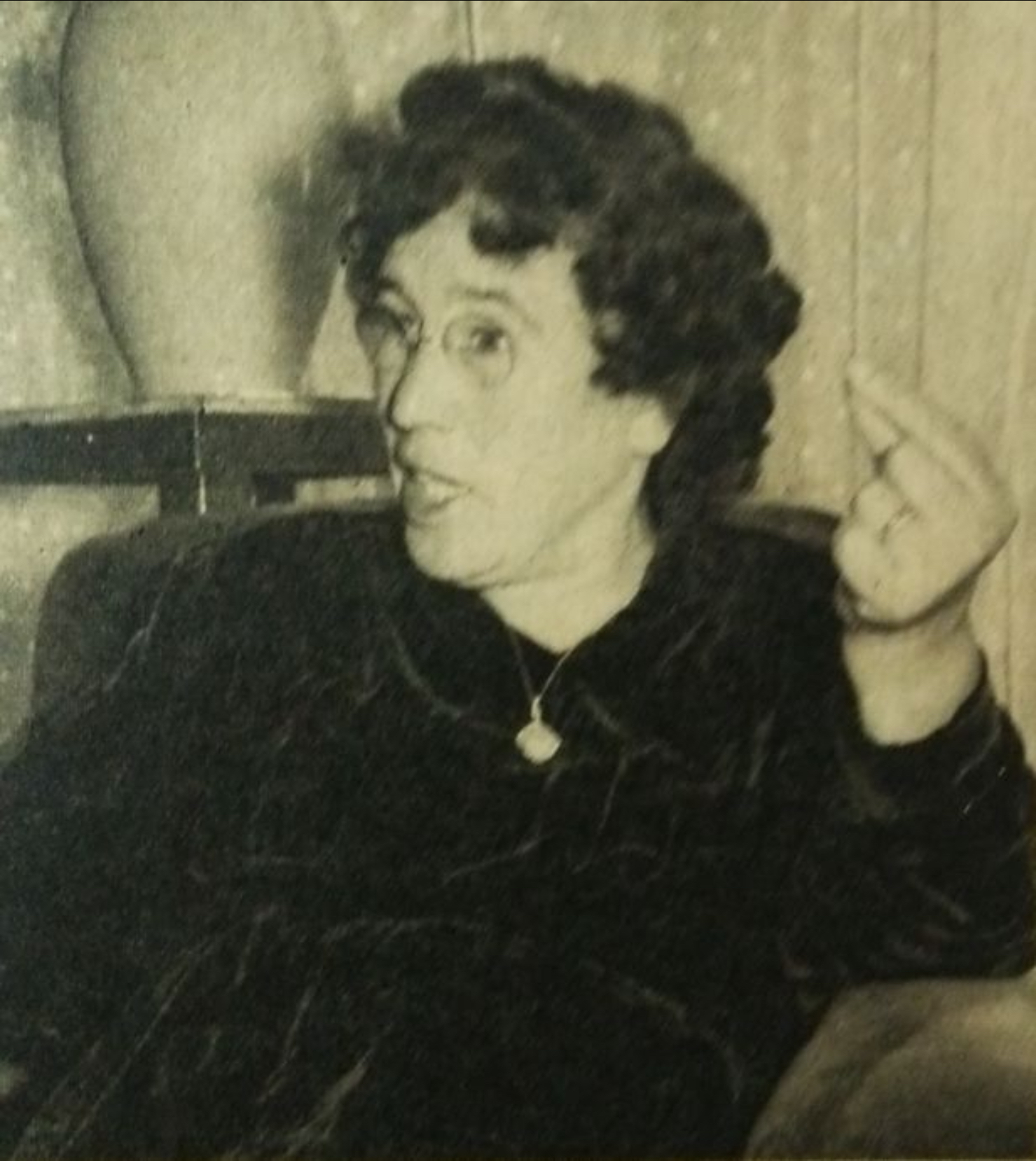
中山マサ / 10月11日没

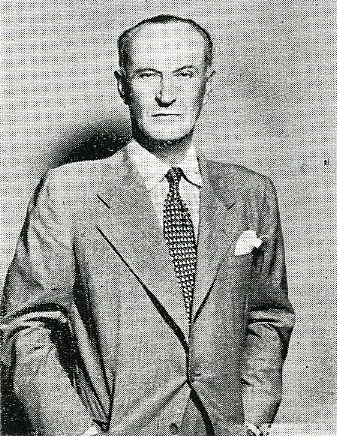
アントニン・レーモンド / 10月25日没

## （1日 - 15日）
- 10月1日 - 伊藤武男、蚕糸学者（* 1893年）
- 10月1日 - 平田兼三、劇作家（* 1894年）
- 10月2日 - 岡田捷五郎、東京芸術大学教授・建築家（* 1894年）
- 10月2日 - 日高敏彦、日本赤軍のメンバー（* 1944年）
- 10月2日 - 内山貞三郎、ドイツ文学者（* 1896年）
- 10月3日 - ヴィクトリア・スピヴィー、アメリカ合衆国のブルース歌手（* 1906年）
- 10月3日 - エミール・バンヴェニスト、言語学者（* 1902年）
- 10月4日 - 多田徳雄、バレーボール選手・指導者（* 1889年）
- 10月4日 - 高野素十、俳人（* 1893年）
- 10月5日 - ラルス・オンサーガー、化学者（* 1903年）
- 10月5日 - 濱口雄彦、元東京銀行頭取・元全国銀行協会連合会会長（* 1896年）
- 10月5日 - 武田泰淳、小説家（* 1912年）
- 10月6日 - ギルバート・ライル、哲学者（* 1900年）
- 10月7日 - 堤真佐子、女優（* 1917年）
- 10月8日 - 鈴木重吉、映画監督（* 1900年）
- 10月8日 - 福田蘭堂、作曲家（* 1905年）
- 10月9日 - 梶井剛、元官僚・実業家（* 1887年）
- 10月11日 - ヴェルナー・ハース、ピアニスト（* 1931年）
- 10月11日 - 太田三郎、英文学者（* 1909年）
- 10月11日 - 中山マサ、女性政治家（* 1891年）
- 10月15日 - カルロ・ガンビーノ、ギャングスタ（* 1902年）

## （16日 - 31日）
- 10月16日 - 菊池弘泰、ボクシング功労者（* 1906年）
- 10月17日 - 高田富與、弁護士・政治家（* 1892年）
- 10月18日 - 能代清、数学者・理学博士（* 1906年）
- 10月18日 - 森有正、哲学者・フランス文学者（* 1911年）
- 10月20日 - 金子大栄、真宗大谷派僧侶・仏教思想家（* 1881年）
- 10月20日 - 岩崎武雄、哲学者（* 1913年）
- 10月21日 - 山口益、仏教学者（* 1895年）
- 10月22日 - 温水三郎、政治家（* 1905年）
- 10月22日 - 館林三喜男、政治家・内務官僚・実業家（* 1904年）
- 10月25日 - アントニン・レーモンド、建築家（* 1888年）
- 10月25日 - レーモン・クノー、作家（* 1903年）
- 10月26日 - 竹内俊一、実業家・三菱石油社長・会長・石油連盟会長（* 1896年）
- 10月27日 - デリック・クック、音楽学者（* 1919年）
- 10月29日 - 鹿島保夫、ロシア文学者（* 1924年）
- 10月29日 - 山縣勝見、実業家・政治家（* 1902年）
- 10月29日 - 藤本二三吉、歌手（* 1897年）
- 10月31日 - 石川湧、フランス文学者・翻訳家（* 1906年）